# 1430

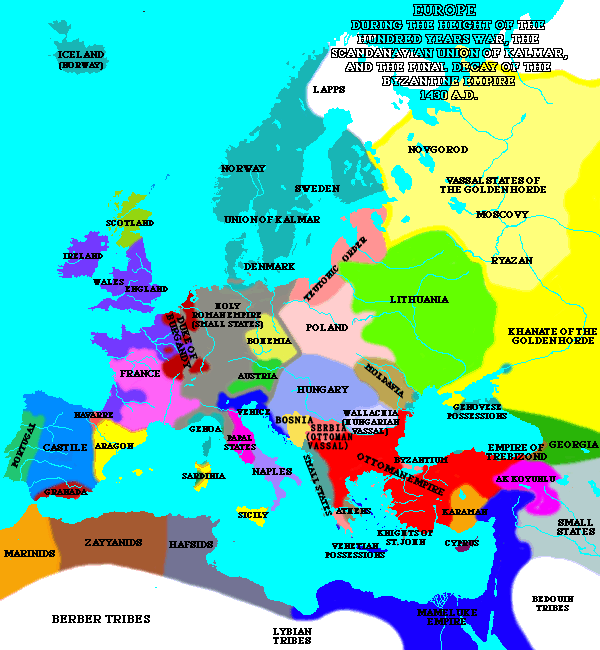
Mapa d'Europa a l'any 1430

## Esdeveniments
Països Catalans
Resta del món
- 7 de gener - Bruges: Felip el Bo, duc de Borgonya es casa amb la infanta Isabel de Portugal.

## Naixements
Països Catalans
Resta del món
- Girona: Miquel Samsó, 31è President de la Generalitat de Catalunya (1470 -73).
- Zamora: Juan Payo Coello, 37è President de la Generalitat de Catalunya (1488-91).
- Barcelona: Abraham Šalom, cabalista jueu, filòsof i jurista que feu de metge a Tàrrega.
- València: Isabel de Villena, religiosa i escriptora valenciana protofeminista (m. 1490).
- 23 de març: Pont-à-Mousson: Margarida d'Anjou, reina d'Anglaterra (m. 1482).[1]
- Monestir de Poissy, França: Christine de Pisan, filòsofa, escriptora i poetessa que es convertí en la primera escriptora professional a França (n. 1365).

## Necrològiques
Països Catalans
Resta del món